# Обмін розумів
«Обмін розумів» (англ. Mindswap) — пригодницький, іронічно-абсурдистський науково-фантастичний твір Роберта Шеклі з елементами чорного гумору  Перша публікація відбулася у вигляді повісті в часописі «Galaxy Magazine» у червні 1965 року . Для першої книжкової публікації (1966) твір був значно розширений та допрацьований і виданий як роман.

## Сюжет
Дія роману відбувається в майбутньому. Головний герой роману, землянин Марвін Флінн, вирішує відвідати Марс в туристичних цілях і вибирає для цього недорогий, але ризикований метод — обмін розумом з таким як і він, звичайним мешканцем Марса. При цьому його розум переселяється в тіло марсіанина по імені Зе Краггаш, а марсіанин виявляється в тілі землянина.
Пройшовши всі необхідні формальності, Марвін переносить свій розум на Марс і виявляється в новому тілі. Однак, не встигнувши навіть освоїтися в тілі марсіанина, Марвін дізнається, що Зе Краггаш — злочинець, який продав своє тіло принаймні двом претендентам з інших планет, причому Марвін не перший з них і за законом зобов'язаний покинути тіло протягом 6 годин. Його земне тіло також зникло у невідомому напрямку, і щоб зберегти собі життя Марвін змушений звернутися до послуг «Вільного ринку» тіл з різних планет і далі потрапляє на планету Мельд. Одночасно Марвін починає пошук пройдисвіта Зе Краггаша, у зв'язку з чим він звертається до детектива Урдорфу, Так починається гонитва Марвіна Фліна за Зе Краггашем, як низка зміни тіл, планет і ситуацій. Після Мельда Марвін потрапляє на планету Цельсій, де опиняється в тілі великого місцевого чиновника, у ніс якого вмонтована бомба. Згідно з місцевим звичаєм він не може відмовитися від подарунка, але намагається врятувати свій розум, пішовши на обмін. Далі Марвін потрапляє в місцевість Монтана Верде де лос трес Пікос і, нарешті, у так званий «Спотворений світ», де наздоганяє Зе Краггаша… Він бореться за своє тіло і вбиває противника. Вселяється у своє тіло і якимось дивом раптом опиняється вдома. Він розуміє, що вдома він бути не міг, і, скоріше всього, все навколо — лише схоже на його будинок і Землю. Але його заспокоюють «звичні» видовища — як його батько пасе стада щурів, як дуби кочують взимку на південь, як сонце на небі має темний супутник та ін. Він перестає хвилюватися й одружується на сусідській дівчині і живе з нею довго і щасливо.

## Терміни
У главі 3 введено цікаве поняття — «метафорична деформація» або «пансаїзм», — галюцинаторне сприйняття фантастичної дійсності як нормального життя, від імені літературного героя Санчо Панси, як протилежність донкіхотству.

## Переклади на теренах СРСР
Найвідоміший російський переклад належить Н. Євдокимовій, який зроблений з журнального варіанту. Тому він неповний: у ньому 26 глав, тоді як в оригінальному англійському тексті книжкового варіанта — 33; пропущена велика частина розділів з 24-ї по 30-ту. Крім цього у великій кількості відсутні цілі абзаци. У 2003 і 2005 році повість була озвучена в аудіокнизі за неповним перекладом Н. Євдокимової.
Українською книгу наразі не перекладено.